# Allison Pearl
Allison Pearl (...) è una sciatrice alpina statunitense paralimpica, che ha rappresentato gli Stati Uniti nello sci alpino alle Paralimpiadi invernali del 2002 vincendo una medaglia d'oro.

## Carriera
Con un tempo di 2:27.36	si è piazzato al 1º posto, vincendo la medaglia d'oro nello slalom gigante femminile LW12 ai Giochi paralimpici invernali del 2002 a Salt Lake City (seguita dalla svedese Cecilia Paulson in 2:36.30, medaglia d'argento, e dalla giapponese Kuniko Obinata con 2:57.29, terza classificata). Ha gareggiato anche nell'evento super-G LW10-12 e nello slalom speciale LW10-12, senza però vincere nessuna medaglia, in nessuno dei due eventi.

## Palmarès

### Paralimpiadi
- 1 medaglia:
  - 1 oro (slalom gigante a Salt Lake City 2002)